# Belgium (Illinois)
Belgium és una vila ael Comtat de Vermilion (Illinois, EUA) que segons el cens del 2000 tenia 466 habitants.

## Demografia
Segons el cens del 2000, Belgium tenia 466 habitants, 185 habitatges, i 113 famílies. La densitat de població era de 428,4 habitants/km².
Dels 185 habitatges en un 33% hi vivien nens de menys de 18 anys, en un 45,9% hi vivien parelles casades, en un 10,3% dones solteres, i en un 38,4% no eren unitats familiars. En el 33% dels habitatges hi vivien persones soles l'11,4% de les quals corresponia a persones de 65 anys o més que vivien soles. El nombre mitjà de persones vivint en cada habitatge era de 2,52 i el nombre mitjà de persones que vivien en cada família era de 3,21.
Per edats la població es repartia de la següent manera: un 28,8% tenia menys de 18 anys, un 7,5% entre 18 i 24, un 31,3% entre 25 i 44, un 20,4% de 45 a 60 i un 12% 65 anys o més.
L'edat mediana era de 34 anys. Per cada 100 dones de 18 o més anys hi havia 102,4 homes.
La renda mediana per habitatge era de 32.500 $ i la renda mediana per família de 35.357 $. Els homes tenien una renda mediana de 30.096 $ mentre que les dones 22.708 $. La renda per capita de la població era de 16.038 $. Aproximadament el 13% de les famílies i el 13,1% de la població estaven per davall del llindar de pobresa.

## Poblacions properes
El següent diagrama mostra les poblacions més properes.